# Dichaea fragrantissima
Dichaea fragrantissima är en orkidéart som beskrevs av James P. Folsom. Dichaea fragrantissima ingår i släktet Dichaea och familjen orkidéer.

## Underarter
Arten delas in i följande underarter:
- D. f. eburnea
- D. f. fragrantissima